# Gabriele Vanorio
Gabriele Vanorio (Napoli, 2 agosto 1922 – Napoli, 16 dicembre 1969) è stato un cantante italiano.
Dotato di una voce da tenore flessuosa, robusta e calda, è stato uno dei maggiori esponenti della canzone napoletana, attivo soprattutto negli anni cinquanta, ed è considerato da molti, insieme a Franco Ricci, uno dei più importanti cantanti napoletani di quell'epoca.

## Biografia
Dopo aver studiato con Bianca Santamaria ed essersi diplomato al Conservatorio di San Pietro a Majella sotto la guida di Nunzio Bari, nel 1940 vinse il concorso nazionale di canto lirico organizzato dall'ENAL al Teatro Comunale di Firenze. Dopo questa performance, si esibì nei maggiori teatri lirici, quali il Teatro San Carlo di Napoli e l'Opera di Ginevra. In questo periodo prese parte alle compagnie di prestigiosi nomi della lirica, tra i quali Toti Dal Monte, Paolo Silveri, Tito Gobbi e Amalia Remi. Poi, nel 1943, con l'orchestra Colonnese e l'orchestra Campese, Vanorio iniziò a trasmettere da Radio Napoli e firmò il suo primo contratto discografico con l'etichetta Fonit per l'incisione di classici napoletani e brani inediti, tratti dalle audizioni di Piedigrotta Di Gianni 1944 e 1945. Nello stesso periodo svolse una serie di concerti pro-patrioti organizzati dal movimento giovanile comunista, dove si esibì con Lucia Papa e Rino Genovese. Sempre nel 1945, con Lino Murolo, Michele Ferrari e Luciano Valente, presenziò lo spettacolo teatrale dell'orchestra Campese, che, dopo il debutto al Salone Margherita di Napoli, girò i maggiori palcoscenici d'Italia.
Dal 1947 al 1952 alternò l'attività lirica con quella leggera soprattutto all'estero, diventando molto popolare in Argentina, Venezuela e Brasile. In particolare, nel 1948, trionfò nell'America del Sud, rappresentando a Buenos Aires Tosca, La traviata, Rigoletto e altre opere liriche. Inoltre, ospite fisso delle stazioni radiofoniche locali, propose le più belle canzoni del repertorio classico napoletano e trasmise numerose opere liriche e programmi di arte varia. In seguito, si esibì anche in Belgio, Russia, Germania, America del Nord, Canada e Libia.

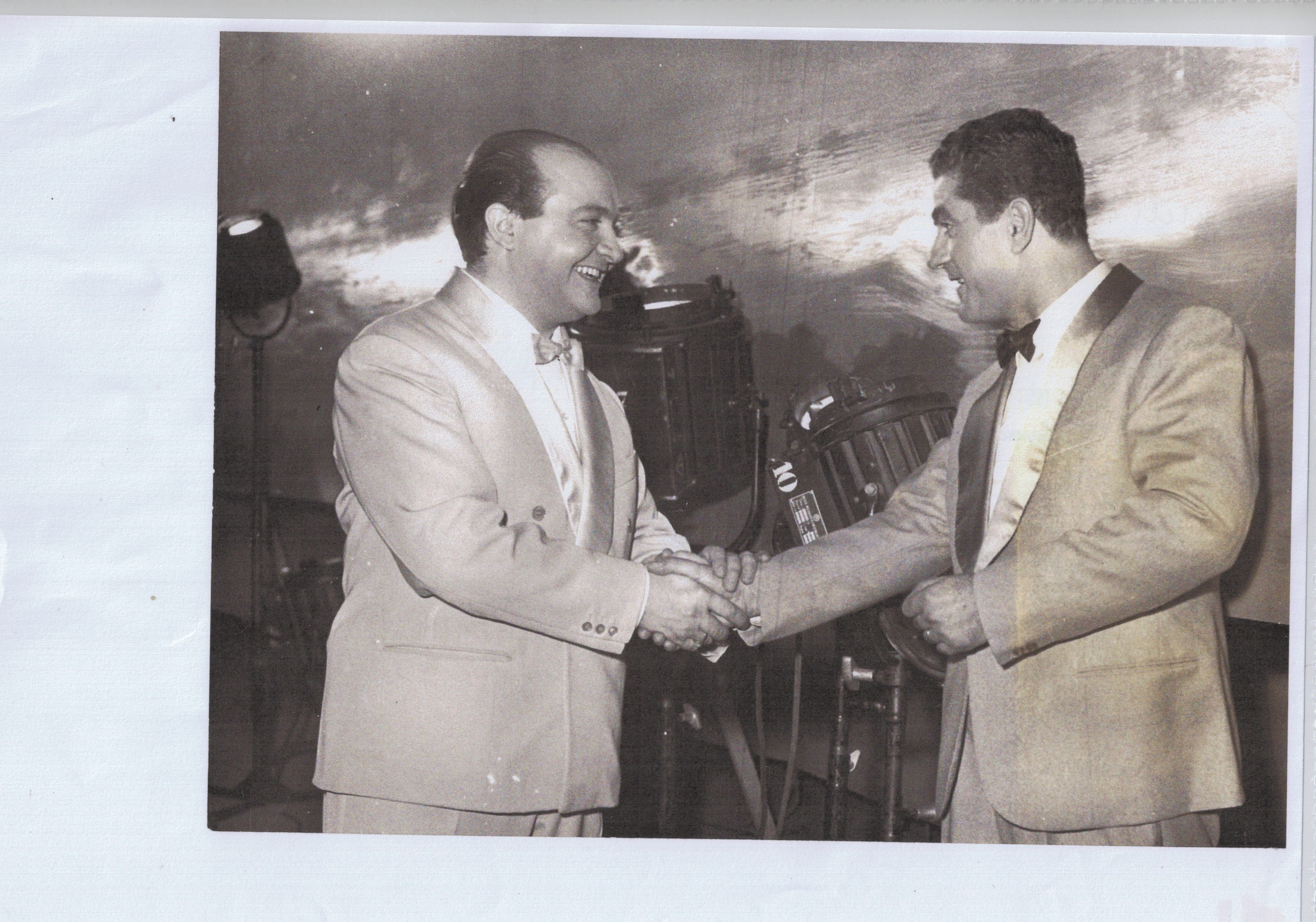
Gabriele Vanorio (a destra) e Aurelio Fierro al Festival della canzone napoletana del 1957

Nel 1953 partecipò ai film ...e Napoli canta! di Armando Grottini e Tarantella napoletana di Camillo Mastrocinque. Nello stesso anno trionfò nella rivista di Totò Comme se fanno 'e canzone, con Mario Abbate, Ennio Romani, Tina De Paolis e una debuttante Virginia Da Brescia. Sempre dal 1953 incise per la Vis Radio diverse canzoni della Casa Editrice La Canzonetta, tra le quali Brinneso, 'Ncopp'a ll'onna, Silenzio cantatore, Tutta pe mme, Dicitencello vuje, Campagnò, 'A tazza 'e cafè, Chiove, Scummunicato, Core signore, Tiempe belle, L'addio, Napule canta, Mamma perdoname, Si' sempe 'a stessa, N'accordo in fa, 'A zingara, Napule e Maria, Nun è Carmela mia, 'O mare canta, Addò me vase Rosa, Borgo antico e Suonne sunnate.
Nel 1954 fu il primo cantante a interpretare in Italia la celebre canzone Granada, che incise insieme a Granadinas in un 78 giri per la Vis Radio. Nello stesso anno fu uno dei protagonisti della rivista di Ettore De Mura Napoli yes, con Luciano Glori, Elsa Fiore e Nunzio Gallo, e prese parte, inoltre, alla seconda edizione del Festival di Salerno, con Aurelio Fierro, Tina De Paolis ed Enza Dorian.
La sua voce è riconoscibile anche nel film di Roberto Bianchi Montero Cantate con noi, del 1955, dove doppiò Rosario Borelli nelle parti cantate.
Nel 1957 partecipò al Festival di Napoli con i brani Che resta cchiù e Stellamarina.
Nel 1961 apparve nel film Solitudine, diretto da Renato Polselli.
Morì prematuramente a soli 47 anni nel quartiere di Bagnoli, colpito da un fulmineo tumore al cervello. Riposa nel cimitero di Fuorigrotta.
Anche il fratello minore Gino (1926-2009) è stato un apprezzato cantante.

## Discografia parziale

### 78 giri
- 1946 – Canta pe' me.../Addo' te ne si ghiuta (Fonit, 12339)
- 1952 – Matenata d'ammore/Vommero (Vis Radio, Vi-4551)
- 1952 – 'A nebbia/Campanella sulitaria (Vis Radio, Vi-4552)
- 1952 – Campane 'e Napule/Mare (Vis Radio, Vi-4553)
- 1952 – 'A rossa/Dimane (Vis Radio, Vi-4554)
- 1952 – 'Nnammurata de' suonne/Rossa malupina (Vis Radio, Vi-4556)
- 1952 – 'E spingule francesi/Voce 'e notte (Vis Radio, Vi-4558)
- 1953 – Torna a Surriento/Maria Mari' (Vis Radio, Vi-4727)
- 1953 – 'Na vocca 'e femmena/Vecariello sgarrupato (Vis Radio, Vi-4817)
- 1954 – Granada/Granadinas (Vis Radio, Vi-5125)
- 1954 – Ave Maria (Salve Maria)/Ave Maria (Gounod) (Vis Radio, Vi-5135)
- 1954 – Ave Maria (Salve Maria)/Ave Maria (F. Shubert) (Vis Radio, Vi-5136)
- 1954 – Mmiezz' 'o grano/Dduie paravise (Vis Radio, Vi-5138)
- 1954 – Mandulinata a Napule/Pusilleco addiruso! (Vis Radio, Vi-5139)
- 1954 – Varca napulitana/Vuto 'e marenare (Vis Radio, Vi-5140)
- 1954 – 'O munasterio/Core signore (Vis Radio, Vi-5141)
- 1955 – I' te vurria vasa'/Torna maggio (Vis Radio, Vi-5222)
- 1957 – Stellamarina/Che resta cchiù (Vis Radio, Vi-5856)

### 33 giri
- 1956 – Gabriele Vanorio (Vis Radio, ViMT 24000)
- 1957 – Gabriele Vanorio (Vis Radio, ViMT 24003)
- 1957 – Gabriele Vanorio (Vis Radio, ViMT 24004)
- 1964 – Souvenir de Naples (Vis Radio, ViMT 08429)

### EP
- 1958 – Ah l'ammore che ffa fà/Santanotte/Funtana a ll'ombra/Campagno' (Vis Radio, ViMQ 14136)

### 45 giri
- 1956 – Serenata/Mattinata (Vis Radio, ViMQN 36009)
- 1957 – L'ultimo raggio 'e luna/Comm' 'a na stella (Vis Radio, ViMQN 36034)
- 1957 – Stellamarina/Che resta cchiù (Vis Radio, ViMQN 36034)
- 1959 – Ah! L'ammore che ffa fa!/'A santanotte (Vis Radio, Vi MQN 36403)
- 1959 – Marechiaro/'E spingole frangese (Vis Radio, Vi MQN 36405)
- 1959 – Napule ca se ne va/Canzona bella (Vis Radio, Vi MQN 36406)
- 1959 – Scetate/Tutta pe' mme (Vis Radio, Vi MQN 36408)
- 1959 – Voce 'e notte/Silenzio cantatore (Vis Radio, Vi MQN 36409)
- 1959 – Core furastiere/Comme se canta a Napule (Vis Radio, Vi MQN 36414)
- 1959 – Varca napulitana/Vuto 'e marenaro (Vis Radio, Vi MQN 36426)
- 1959 – 'O munasterio/Core signore (Vis Radio, Vi MQN 36427)
- 1959 – 'O marenariello/Santa Lucia luntana (Vis Radio, Vi MQN 36439)
- 1959 – Mmiezzo grano/Dduje paravise (Vis Radio, Vi MQN 36440)
- 1959 – Mandulinata a Napule/Pusilleco addiruso! (Vis Radio, Vi MQN 36441)
- 1959 – Tarantella internazionale/Funiculì funiculà (Vis Radio, Vi MQN 36442)
- 1959 – Io, na chitarra e 'a luna/Quanno tramonta 'o sole (Vis Radio, Vi MQN 36443)
- 1959 – Canzone marinaresca/'Ngoppo a ll'onna (Vis Radio, Vi MQN 36444)
- 1959 – Brinneso/Lacreme napulitane (Vis Radio, Vi MQN 36445)
- 1959 – 'O surdato 'nnammurato/Torna maggio (Vis Radio, Vi MQN 36449)
- 1959 – 'O paese do sole/Tiempe belle (Vis Radio, Vi MQN 36450)
- 1959 – Michelemmà/Luna nova (Vis Radio, Vi MQN 36451)
- 1959 – 'A tazza 'e cafè/Chiove (Vis Radio, Vi MQN 36460)
- 1959 – Autunno/'A canzona d' 'a felicità (Vis Radio, Vi MQN 36461)
- 1959 – Core 'ngrato/'A vucchella (Vis Radio, Vi MQN 36462)
- 1959 – Dicitencelle vuie/Piscatore 'e Pusilleco (Vis Radio, Vi MQN 36464)
- 1959 – Fenesta che lucive/Mamma mia che vò sapè (Vis Radio, Vi MQN 36465)
- 1959 – Guapparia/Popolo pò (Vis Radio, Vi MQN 36466)
- 1959 – 'O mese de rrose/Tu ca nun chiagne (Vis Radio, Vi MQN 36467)
- 1959 – Napule canta/'O mare 'e Margellina (Vis Radio, Vi MQN 36468)
- 1959 – 'O sole mio/Torna a Surriento (Vis Radio, Vi MQN 36482)
- 1959 – Nun me scetà/Qui fu Napoli (Vis Radio, Vi MQN 36507)
- 1959 – Napule!/Tu nun me vuò cchiù bene (Vis Radio, Vi MQN 36508)
- 1960 – Ombra mai fu/Panis angelicus (Vis Radio, Vl MQN 056041)
- 1962 – Suonne sunnate/Nun è Carmela mia (Vis Radio, Vi MQN 36789)
- 1963 – Palomma 'e notte/Serenata a Surriento (Vis Radio, Vi MQN 36790)